# Шишковский, Игорь Владимирович
Игорь Владимирович Шишковский (род. 28 ноября 1959, Ленинанкан, Армянская ССР) — российский физик — материаловед, специалист в области материалов для 3D печати и биопринтинга, один из пионеров развития аддитивных технологии в РФ. Доктор физико-математических наук.

## Биография
Родился в Ленинакане, Армянской ССР в семье военнослужащего Вооружённых сил СССР. Детство и школьные годы провёл на Урале в Свердловской области (г. Верхняя Салда), школу и университет оканчивал в г. Куйбышеве (ныне Самара).
После окончания Куйбышевского университета (ныне Самарский государственный университет) в 1982 году был распределён в филиал Физического института им. П. Н. Лебедева РАН, где прошёл путь от стажёра-исследователя до главного научного сотрудника.
В 2005 г. защитил докторскую диссертацию по специальности — химическая физика, физика горения и взрыва:
- Селективное лазерное спекание и синтез функциональных структур: 01.04.17. — Московская обл., Черноголовка, ИСМАН, 2005. — 386 с.: ил.

По совместительству: старший преподаватель (1993—1997), доцент (1997—2007), профессор (2007—2011) Самарского государственного технического университета. Доцент Самарского государственного университета в 1998—2002 годах. Далее, в 2013—2016 годах профессор Московского государственного технологического университета — СТАНКИН и гнс Мегагрант лаборатории аддитивного производства (ведущий ученый, проф. И. Смуров).
Последние годы (2018—2023) заведующий лаборатории аддитивного производства, Центр технологий материалов, Сколковского института науки и технологии.

## Научная деятельность
Наиболее значимые достижения:
- Созданы фундаментальные основы формирования функционально-градиентных мезо- и микроструктур[1], и 3D изделий[2] с уникальными физико-механическими и химико-биологическими свойствами.
- Предложено и экспериментально реализовано в едином технологическом процессе контролируемое энергией лазера совмещение процесса селективного лазерного плавления/спекания (СЛС/П) и самораспространяющегося высокотемпературного синтеза (СВС) с использованием различных порошковых композиций.[3]
- Показано использование аддитивных технологий (3D лазерная наплавка, СЛП) для конструирования (in situ) микроструктуры и свойств функциональных и градиентных сплавов. Сформировано новое для РФ научное направление] — «in-situ синтез материалов в аддитивных технологиях».
- Комбинаторный подход для синтеза новых сплавов или композитов был апробирован на градиентных металломатричных композитах (ММК) на основе титановой, никелевой или кобальтовой матрицы, с увеличением от слоя к слою добавки нанокерамик (Al2O3, TiC, TiB2, WC).
- Для РФ построен (1й вариант — ФИАН-1998 г.; 2й- МГТУ-СТАНКИН — 2013 г.; 3й- Сколтех — 2020 г.) уникальный экспериментально-технологический стенд (ЭТС) процесса СЛС/П (англ. LPBF process), обладающий возможностями, которые отсутствуют в серийных западных и российских машинах. Собираемый набор данных (Big Data) и его многофакторная оптимизация процессов СЛП на ЭТС позволяет выявить основные (лидирующие) процессы, ускорить поиск новых материалов и валидацию моделей CAD — CAM — CAE, а также реализовать подходы по многоматериальной 3D-печати.

Последние годы были получены:
- Оригинальные идеи по использованию аддитивных технологий в освоении околоземного пространства, Луны и Марса[4].
- Развиты новые подходы 4D печати умных материалов[5] и метаматериалов[6].
- Предложены научно-технологические решения по созданию высокоэффективных бессвинцовых текстурированных пьезоматериалов с использованием SLA-based аддитивной технологии.

### Научные труды
Автор более 200 научных публикаций в высоко рейтинговых журналах, 16 монографий и глав для монографий, получил 11 патентов в области материалов и процессов аддитивных технологий, биопринтинга, медицинской физики, порошковой металлургии, химической физики, нанотехнологий. Входит в число 2 % высокоцитируемых ученых мира по спискам выдающихся исследователей с 2020 по 2024 года, подготовленных Elsevier BV, Стэнфордский университет, США.
- Advanced Additive Manufacturing. Edited by Igor V. Shishkovsky, ISBN 978-1-83962-820-7, 304 pages, Published: Intech, 2022, London, UK. Edited Volume published under CC BY 3.0 license. Open access
- Additive Manufacturing of High-performance Metals and Alloys. Modeling and Optimization. Edited by Igor V. Shishkovsky, ISBN 978-1-78923-388-9, 252 pages, Publisher: InTech, 2018, London, UK. Edited Volume published under CC BY 3.0 license. Open access
- Sintering of Functional Materials. Edited by Igor Shishkovsky, ISBN 978-953-51-3756-6, 192 p, Publisher: InTech, 2018, Rijeka, Croatia. Edited Volume published under CC BY 3.0 license. Open access
- New Trends in 3D Printing. Edited by Igor V. Shishkovsky, ISBN 978-953-51-2479-5, 268 pages, Publisher: InTech, 2016, Rijeka, Croatia. Edited Volume published under CC BY 3.0 license. Open access
- Технологии Аддитивного Производства, Я. Гибсон, Д. Розен, Б. Стакер, Перевод с англ. под научной ред. И. В. Шишковского. Изд-во Техносфера, Москва, 2016. 656 c. ISBN 978-5-94836-447-6.
- Шишковский И. В. Основы аддитивных технологий высокого разрешения. Издательство Питер, СПб, 2016. — 400 c., ил., табл.; усл. п. л. 32,35. ISBN 978-5-496-02049-7.
- Шишковский И. В. Лазерный синтез функциональных мезоструктур и объемных изделий. Москва: Физматлит, 2009. — 424 с.: 332 ил., 67 табл., 526 назв.; Уч. — изд. л. 39,1. ISBN 978-5-9221-1122-5.